# Ciseleren (culinair)
Ciseleren is een snijtechniek waarbij zeer snel gelijke, dunne plakjes van producten met een zachte structuur, zoals champignons en komkommer gesneden worden. 
Een specifiek kenmerk van ciseleren is dat tijdens het snijden het mes geheel los komt van de snijplank, in tegenstelling tot andere snijtechnieken. Bovendien is de stand van het mes recht in plaats van dat de punt van het mes op de snijplank rust.
Ciseleren wordt op hoge snelheid gedaan. Een vlijmscherp mes en veel oefening zijn een vereiste voor het juiste uitvoeren van deze techniek.

## Trivia
- Ciseleren is ook een decoratietechniek in de edelsmeedkunst. Zie hiervoor: Zilversmid.
- Ciseleren is ook een techniek binnen pergamano, waarbij het perkament aan de achterzijde met een (inktvrije) pen bewerkt wordt zodat het iets opbolt.